# Sunčeva termoelektrana Extresol
Sunčeva termoelektrana Extresol se nalazi u jugozapadnom dijelu Španjolske, 5 kilometra udaljeno od grada Torre de Miguel Sesmero u provinciji Badajoz. Snaga Extresola je 150 megavata (MW) što je čini drugom najvećom solarnom termoelektranom u Europi. Extresol se sastoji od tri bloka, Extresol-1, Extresol-2 i Extresol-3. 
Projektant ovog postrojenje je grupa Cobra koja je investirala u "Extresol" 300 milijuna €.
Gradnja prvog bloka, Extresol-1, je započela u srpnju 2007., a u pogonu je od siječnja 2010. Drugi blok, Extresol-2, je započet gradnjom u studenom 2009. godine. i u pogonu od travnja 2010. I Extresol-3 započet u svibnju 2009. te u pogonu od kolovoza 2012. godine.

## Opis
Sunčeva termoelektrana Extresol je postrojenje od 3 bloka (Extresol 1, 2 i 3). Svaki od tri bloka zauzima oko 500 000m2 (oko 70 nogometnih igrališta), i ima snagu 50 megavata (MW). Svako solarno polje Extresola ima 156 petlji i u svakoj petlji ima četiri sklopa solarnih kolektora (SCA-Solar Collector Assemblies) te svaki od SCA ima 12 modula. Sva sunčeva energija se preko kolektora, koji prate kretanje sunca od istoka prema zapadu,  usmjerava u cijevi (22464 cijevi po bloku) kroz koje struji fluid (Dowtherm A), te se unutar cijevi zagrijava radni fluid koji odvodi akumuliranu energiju do izmjenjivača topline. Ulazna radna temperatura fluida je 293°C, a izlazna 393°C. U izmjenjivaču topline, radni medij toplinu prenosi na drugi medij. Pregrijana para nastala na ovaj način odvodi se u parnu turbinu gdje ekspandira te stvara moment koji se preko osovine prenosi na generator i time stvara električnu energiju. Nakon izlaska iz parne turbine para se hladi u drugom izmjenjivaču topline, koji je povezas s rashladnim tornjem.
Za proizvodnju električne energije koristi se turbina Siemens SST700, snage 50 MW, koja pri punom opterećenju ima učinkovitost od 38,1 %. Turbina radi na parnom Rankineovom ciklus pri radnom tlaku od 100 bara.
Zbog velike promjene intenziteta sunčevog zračenja često je nužno skladištiti energiju. Sva sunčeva energija koja je skupljena tijekom dana se skladišti u sustave za skladištenje toplinske energije. Kada je sunčevo zračenje intenzivno, energija se koristi za za stvaranje električne energije i istovremeno akumulira u sustave. Pohranjena energija, koji omogućava rad generatoru (oko 7,5 sati) i nakon zalaska sunca, time se povećao stupanj djelovanja sustava. Sustav za skladištenje bloka čine dva spremnika, svaki od njih ima promjer 36 m i visinu od 14 m. U sustavu za skladištenje topline, navedenog postrojenja, kao radni medij se koristi 28,500 tona rastaljene soli (60% natrijev nitrat, 40% kalijev nitrat).
Očekivana proizvodnja svakog bloka je 175 GWh/god, što je dovoljno da opskrbi oko 150 000 domaćinstava. 

## Tehnički podaci Extresola-1, 2 i 3
Extresol 1, 2 i 3 su identični, jedino što im se razlikuje je datum kada je započeta izgradnja pojedinih blokova.

### Pozadina
- Tehnologija: Parabolično korito
- Status: Operativan
- Država: Španjolska
- Grad:	Torre de Miguel Sesmero
- Regija:	Badajoz
- Lokacija: 38°39′ Sjever, 6°44′ Zapad
- Površina zemlje:	200 hektara
- Sunčevi resurs:	2,168 kWh/m2/god
- Izvor sunčevih resursa:	Meteorološka stanica
- Proizvodnja električne energije:	158,000 MWh/god (očekivano/planirano)
- Tvrtka:	ACS/Cobra Grupa
- Zaposleno radnika za izgradnju: 500
- Broj radnika za održavanje: 50
- PPA/Tarifa datum:	Siječanj 1, 2010
- PPA/Tarifa tip:	Real Decreto 661/2007
- PPA/Tarifa cijena:	0.27 €/kWh
- PPA/Tarifa period:	25 godina
- Tip projekta:	Komercijalan[5][6]

### Konfiguracija postrojenja

#### Solarno polje
- Sunčevo polje:	510,120 m²
- skup sunčevih kolektora (SCA):	624
- petlja:	156
- SCAs po petlji:	4
- SCA otvora:	817 m²
- SCA dužina:	144 m
- modula po SCA:	12
- SCA proizvođač (Model):	UTE CT Extresol-1 (SENERTROUGH)
- Slični proizvođač (Model):	Flabeg (RP3)
- Elementi toplinskih kolektora (HCEs):	22,464
- HCE proizvođač (model):	Schott (PTR 70)
- Tip fluida za prijenos toplinske energije:	Diphenyl/Biphenyl oksid
- sunčevo polje ulazna temperatura:	293°C
- Sunčevo polje izlazna temperatura:	393°C
- Temperaturna razlika solarnog polja:	100°C[7][8]

#### Energetski blok
- Kapacitet turbine:	50 MW
- Proizvođač turbine:	Siemens (Njemačka)
- Proces:	Rankineov ciklus
- Pritisak: 100 bar
- Metoda hlađenja: vlažno hlađenje
- Opis metode hlađenja:	Tornjevi za hlađenje
- Efikasnost turbine:	38.1% pri maksimalnom opterećenju
- Učinkovitost godišnje pretvorbe sunčeve u električnu energiju:	16%
- Tip rezerve:	HTF grijač
- Postotak rezerve:	12%

#### Termički spremnik
- Tip spremnika:	2 spremnika
- Kapacitet spremnika:	7.5 sati
- Dimenzije: 36 m promjer i 14 m visina
- Opis termičkog spremnika:	28,500 tona topljene soli. 60% natrijev nitrat, 40% kalijev nitrat. 1,010 MWh.[9]